# Guignies
Pour l’article ayant un titre homophone, voir Guigny.
Guignies (gy.iɲi) est une section de la commune belge de Brunehaut, située en Wallonie picarde et en Flandre romane dans la province de Hainaut.
C'était une commune à part entière avant la fusion des communes de 1977.

## Géographie
D'une superficie d'approximativement 400 hectares, le village est bordé par les localités d'Ere (ville de Tournai) au nord, Wez-Velvain au nord et à l'est, Howardries au sud, et Taintignies (commune de Rumes) à l'ouest, et se situe à une distance de 9 kilomètres au sud de Tournai.

## Évolution démographique
- Sources : INS, Rem. : 1831 jusqu'en 1970 = recensements, 1976 = nombre d'habitants au 31 décembre.

## Histoire
Autrefois, le village de Guignies n'était qu'un petit hameau relié à Velvain (maintenant hameau attaché à Wez-Velvain). Quelques bribes d'archives locales permettent néanmoins de retracer certains faits (pour la plupart anecdotiques) du village.
1107 : Le village est mentionné sous la forme GUINGINIOE. Le suffixe egnies, ignies, signifie "demeure", "propriété d'un tel". Guignies était donc une seigneurie appartenant à un certain Gui, ou Guonus, ou Guyon.
1108 : Dénomination sous la forme GUENCHEM dans une bulle du Pape Pascal II. Cette forme flamande en hem confirme l'étymologie ci-dessus, chem signifiant demeure.
1197 : Guegnies est cité dans un cartulaire de Namur.
1202 : Le seigneur de l'époque est cité dans une charte de l'Abbaye Saint-Martin : Egidium de Guegnies.
1209 : On cite le nom de Gilles, chevalier de Goegnies dans un acte ancien.
1224 : Pierre de Guignies est cité dans un acte de vente de terres entre Saint-Amand-en-Pévèle et l'Abbaye Saint-Martin de Tournai.
1263 : Le village prend son nom définitif.
1288 : Evrard de Guignies, dit Ladessous,est renseigné comme ayant comparu à un acte de vente de terres entre le village de Nomain et le chapitre de la Cathédrale de Tournai.
1304 : Après le revers de l'armée de Philippe le Bel lors de la Bataille des éperons d'or, celui-ci revient à la charge en adoptant une tactique de harcèlement envers les milices flamandes. En août 1304, après avoir brûlé et pillé Saint-Amand, les armées de Gui de Dampierre, Comte de Flandre marchent vers Tournai et campent sur les hauteurs de Saint-Maur. Les troupes du Roi de France parviennent à s'emparer du convoi de chariots transportant les vivres et obligent les troupes flamandes à quitter leurs positions pour se retirer sur Courtrai. La nuit qui précède leur départ, ils pillent la région en représailles.
1398 : La seigneurie de Guignies appartient à Gérard de Berghe, membre de la famille des Ladessous.
1477 : Le château de Guignies, appartenant à la famille Ladessous, est incendié par les troupes bourguignonnes. Comme aucun passage important de ces troupes n'est signalé dans la région à cette époque, le fait ne peut être imputé qu'à des actes de brigandage ou de représailles.
1503 : Guignies appartient aux Châtellenies de Lille et de Douai, et constitue un enclavement dans le Tournaisis.
1521 : Depuis le beffroi de Tournai, alors occupé par les troupes de François Ier on aperçoit l'armée de Charles-Quint qui prendra la ville, dans les plaines environnant Guignies, non sans avoir ravagé la région.
1566 : Philippe de Noircarmes, général de Marguerite de Parme, expurge la région de nombreux pillards.
1600 : Le château appartient à Louis Hacquart, seigneur de Lezennes.
1603 : Le doyen de Tournai constate l'état de délabrement avancé de l'église de Velvain-Guignies.
Milieu du XVIIe siècle : Jean-Bauduin de Poucques est seigneur de Guignies. Ila pour femme Marguerite Le Poyvre.
1689 : Le château appartient au prince de Montmorency.
1709 : Lors de la Guerre de succession d'Espagne, Tournai, alors occupée par les troupes de Louis XIV, est reprise par le duc de Malborough (qui avait un quartier à Ere) et l'armée alliée. La région, déjà sujette aux gelées interminables, aux épidémies et à la disette souffre de la dévastation. Les registres paroissiaux de Guignies signalent 34 morts en 1709, pour 10 en 1708 et 4 en 1707.

## Liste bourgmestres de 1796 à 1977
Avant la fusion des communes en 1977, Guignies, comme chaque commune belge, avait son propre bourgmestre, dont voici la liste historique :
| Date                                        | Nom                          | Remarque |
| ------------------------------------------- | ---------------------------- | --- |
| du 15 janvier 1796 au 3 mai 1797            | WADIN Léon François          | |
| du 3 mai 1797 au 15 septembre 1797          | WIBAULT Pierre-Antoine       | |
| du 11 brumaire an VI au 11 messidor an VIII | DEBLED Pierre Joseph         | |
| du 11 messidor an VIII au 31 décembre 1818  | WIBAULT François             | Maire, remplacé par ALLARD Célestin, adjoint, du 01/01/1819 au 21/09/1819                                     |
| du 21 septembre 1819 au 19 août 1822        | ALLARD Célestin              | Mayeur, remplacé par DESESPRINGALLE Romain, échevin, du 19/08/1822 au 13/06/1824                              |
| du 13 juin 1824 au 1er octobre 1829         | ALLARD Célestin              | remplacé par SIMON Antoine, assesseur, du 01/10/1829 au 03/09/1830                                            |
| du 3 septembre 1830 au 4 décembre 1831      | SIMON Antoine                | |
| du 4 décembre 1831 au 3 décembre 1836       | DESESPRINGALLE Romain (fils) | remplacé par SIMON Antoine, échevin, du 03/12/1836 au 30/08/1837                                              |
| du 30 août 1837 au 4 novembre 1848          | LAGACHE Jean Baptiste        | |
| du 4 novembre 1848 au 22 avril 1855         | DESESPRINGALLE Jean Denis    | remplacé par CARVIN François, échevin, du 22/04/1855 au 31/12/1855                                            |
| du 1er janvier 1856 au 31 décembre 1857     | DUBUISSON Michel Archange    | remplacé par CARVIN François, échevin, du 01/01/1858 au 15/02/1858                                            |
| du 15 février 1858 au 24 juillet 1862       | DESESPRINGALLE Romain        | |
| du 22 octobre 1862 au 19 novembre 1884      | ALLARD Simon Pierre          | remplacé par LANDRIEU Louis                                                                                   |
| du 27 février 1885 à 1904                   | LANGUY François (père)       | remplacé par GUERMONPREZ Fernand                                                                              |
| du 27 février 1904 au 25 avril 1933         | LANGUY François (fils)       | remplacé par ALEXANDRE Frédéric                                                                               |
| du 26 mai 1933 au 24 mars 1947              | ALEXANDRE Frédéric           | remplacé par LOCUFIER Charles, échevin, du 16/12/1946 au 03/02/1947                                           |
| du 8 avril 1947 au 10 juillet 1952          | LESEULTRE Florimond          | |
| du 20 décembre 1952 au                      | DEBAISIEUX Octave            | |
| du ... au 31 décembre 1976                  | GHÉKIÈRE Robert              | Dernier bourgmestre, ensuite avec la fusion des communes de 1977, Guignies dépend du bourgmestre de Brunehaut |